# Iglesia de peregrinación de San Juan Nepomuceno
El santuario de San Juan Nepomuceno en Zelená Hora (“Montaña verde”) en el borde municipal de Žďár nad Sázavou, cerca del límite entre Bohemia y Moravia, es la obra maestra de Jan Santini Aichel, un magnífico arquitecto cuyos mayores trabajos representan una amalgama curiosa de los estilos barroco y gótico.
En 1719 cuando la Iglesia católica declaró incorruptible la lengua de san Juan Nepomuceno se iniciaron los trabajos de construcción en Zelená Hora, lugar en el que el santo recibió su educación inicial. Fue consagrada tras la beatificación del santo en 1720 continuando la construcción hasta 1727. Medio siglo más tarde, tras un importante incendio, se modificó la forma del techo.
La iglesia, con la mayor parte del mobiliario diseñada por Santini, es notable por sus características góticas y su complejo simbolismo, absolutamente inusual en esa época. En 1994 fue declarada Patrimonio de la Humanidad por la Unesco.

## Galería de imágenes

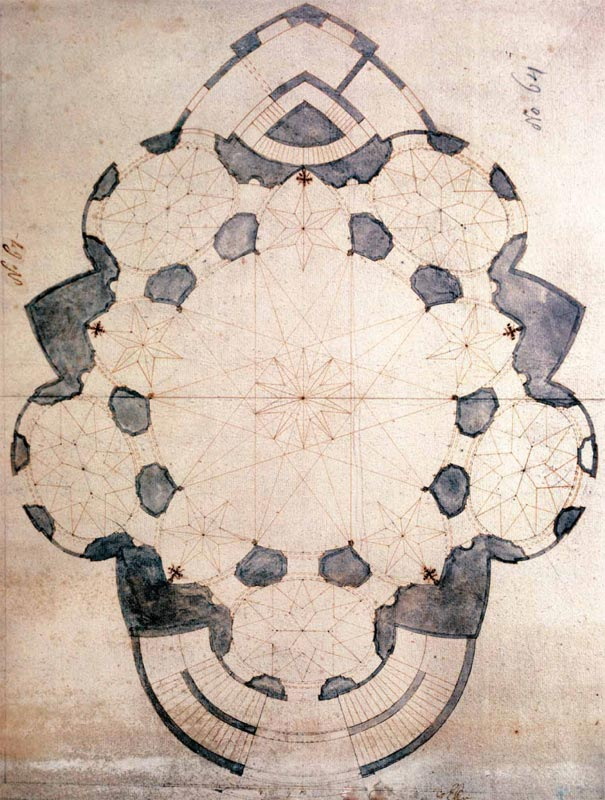
Dibujo de planta original de Santini
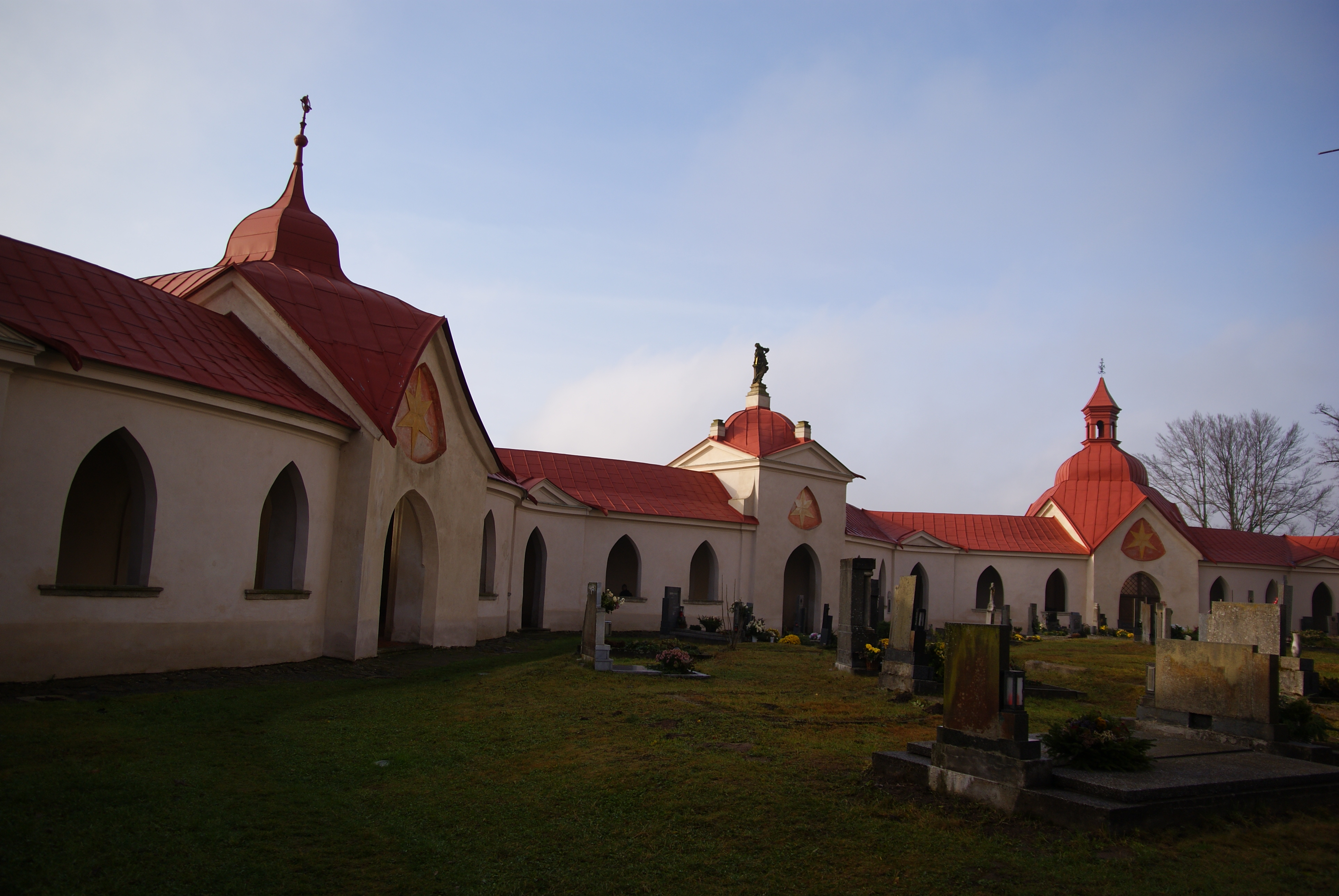
Claustro dividido por puertas y capillas
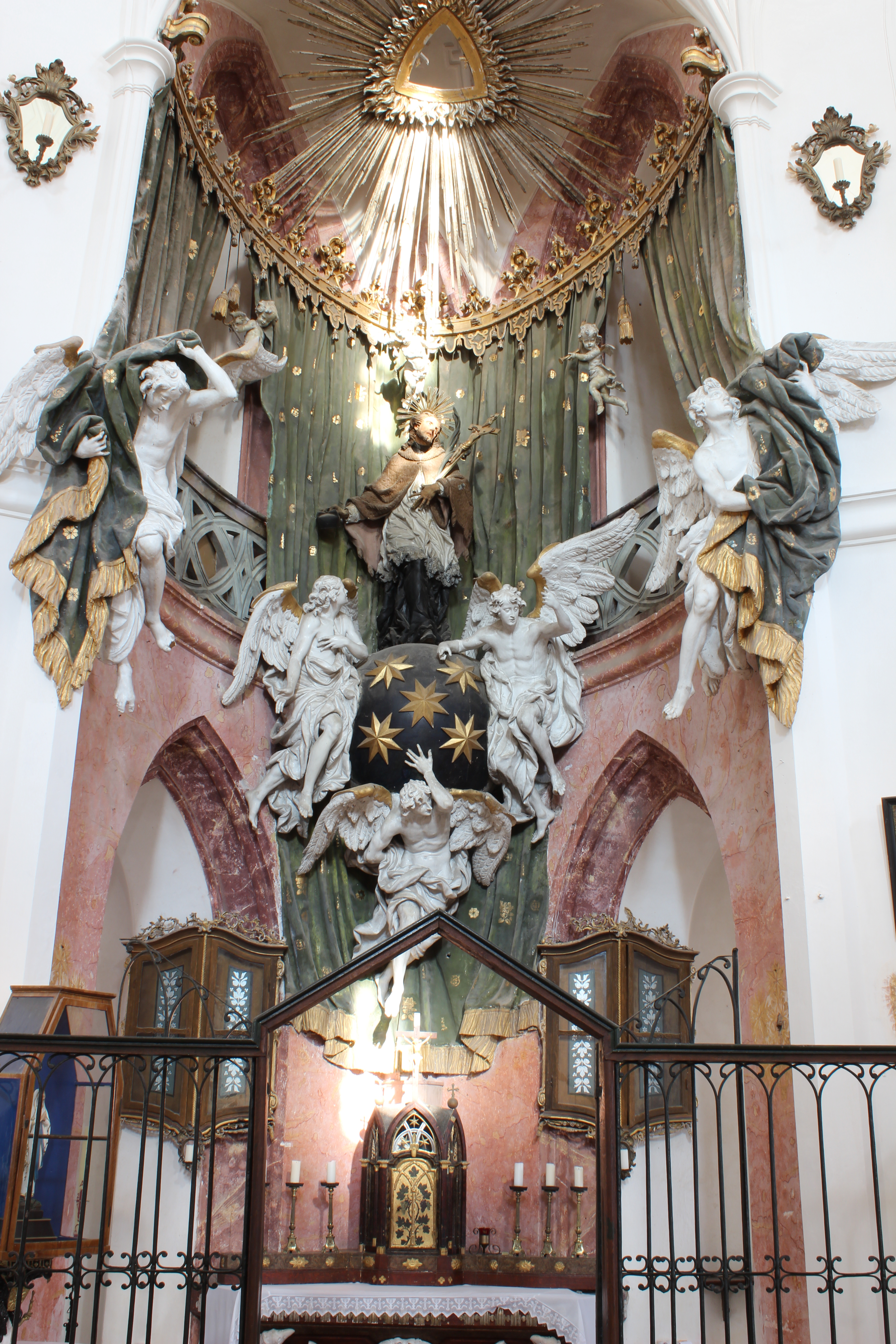
Altar principal
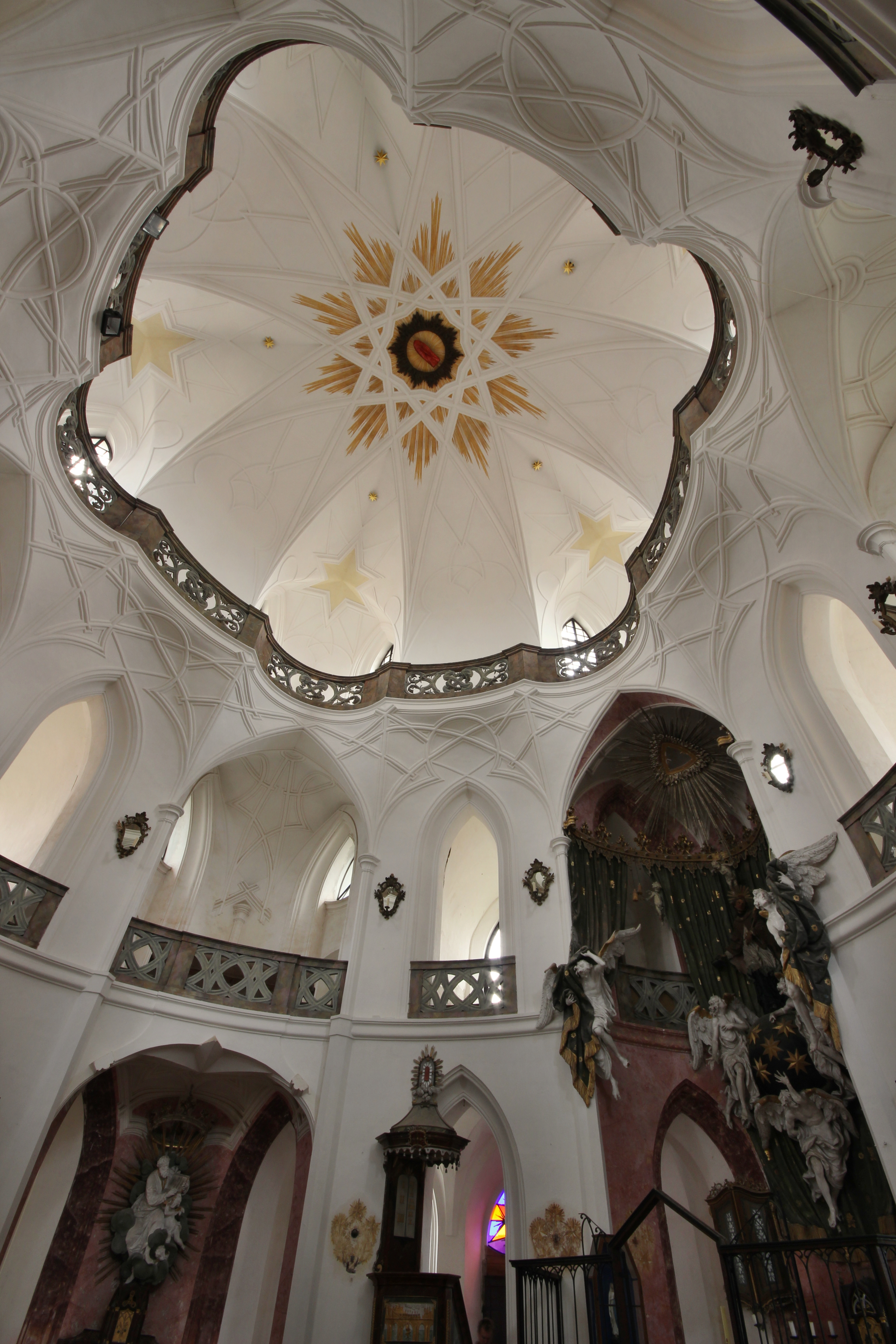
Mirando hacia arriba
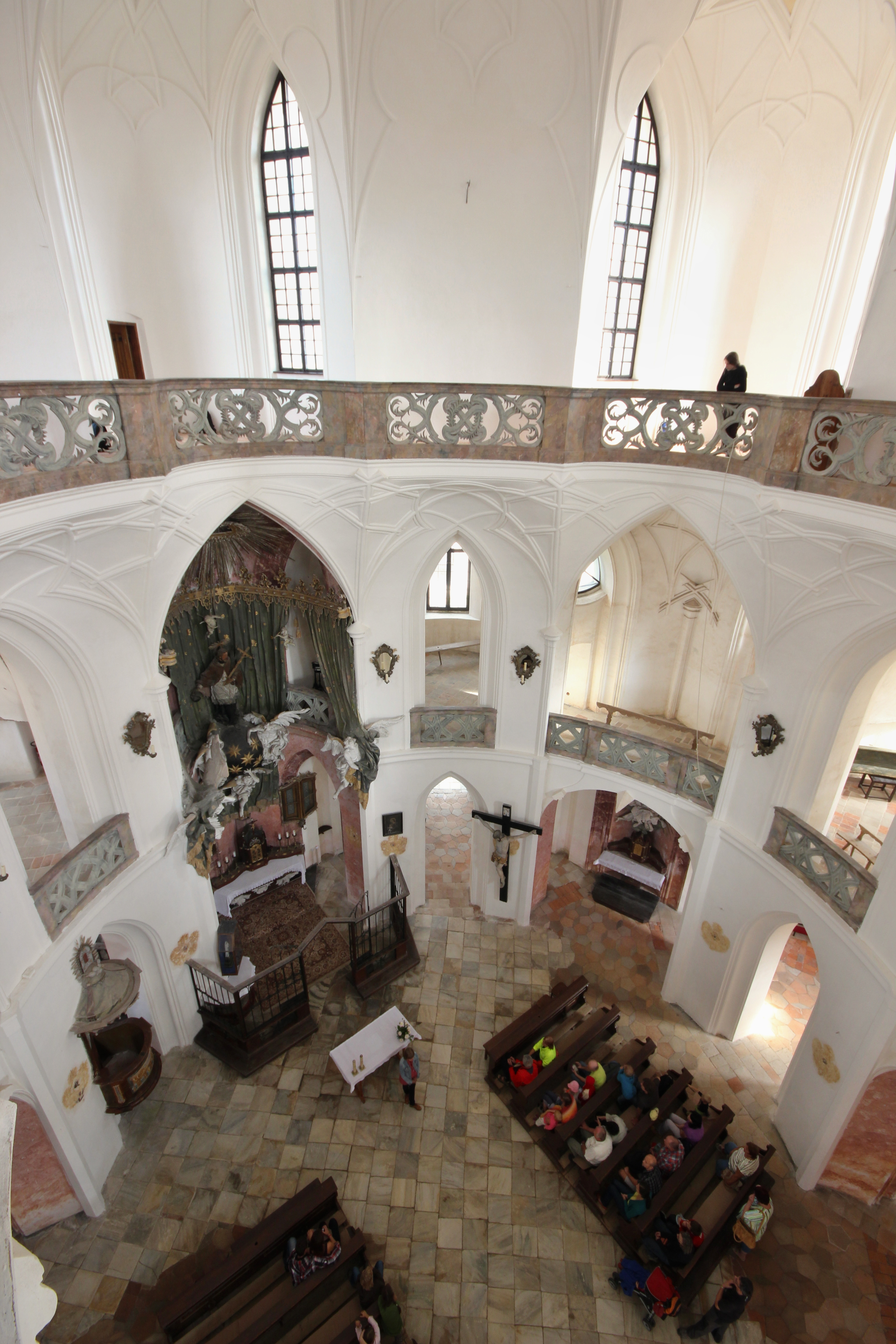
Área central y dos plantas